# Chloe Kelly
Chloe Kelly, własc. Chloe Maggie Kelly (ur. 15 stycznia 1998 w Londynie) – angielska piłkarka, występująca na pozycji napastniczki w angielskim klubie Arsenal W.F.C. oraz w reprezentacji Anglii. Uczestniczka Mistrzostw Świata 2023 oraz Mistrzostw Europy 2022 i 2025.

## Statystyki

### Klubowe
Na podstawie:
| Klub                   | Sezonów | Liga                    | Liga  | Liga   | Puchar krajowy | Puchar krajowy | Kontynentalne | Kontynentalne | Suma  | Suma   |
| Klub                   | Sezonów | Liga                    | Mecze | Bramki | Mecze          | Bramki         | Mecze         | Bramki        | Mecze | Bramki |
| ---------------------- | ------- | ----------------------- | ----- | ------ | -------------- | -------------- | ------------- | ------------- | ----- | ------ |
| Arsenal W.F.C.         | 3       | FA Women's Super League | 13    | 3      | 4              | 2              | –             | –             | 17    | 5      |
| Everton F.C.           | 4       | FA Women's Super League | 38    | 3      | 13             | 5              | –             | –             | 51    | 6      |
| Manchester City W.F.C. | 5       | FA Women's Super League | 75    | 21     | 24             | 10             | 13            | 2             | 112   | 33     |
| Arsenal W.F.C.         | 1       | FA Women's Super League | 8     | 2      | 0              | 0              | 5             | 0             | 13    | 2      |
|                        | Łącznie | Łącznie                 | 134   | 29     | 41             | 17             | 18            | 2             | 193   | 48     |

### Reprezentacyjne
Na podstawie:
| Gole w reprezentacji | Gole w reprezentacji | Gole w reprezentacji  | Gole w reprezentacji | Gole w reprezentacji | Gole w reprezentacji | Gole w reprezentacji | Gole w reprezentacji    |
| Lp.                  | Data                 | Miasto                | Przeciwnik           | Wynik                | Gole                 | Inne                 | Rozgrywki               |
| -------------------- | -------------------- | --------------------- | -------------------- | -------------------- | -------------------- | -------------------- | ----------------------- |
| 1.                   | 16.06.2022           | Wolverhampton         | Belgia               | 3:0 (0:0)            | 62'                  |                      | mecz towarzyski         |
| 2.                   | 11.11.2022           | San Pedro del Pinatar | Japonia              | 4:0 (1:0)            | 53'                  |                      | mecz towarzyski         |
| 3.                   | 31.07.2022           | Londyn                | Niemcy               | 2:1 (0:0)            | 110'                 | 111'                 | Mistrzostwa Europy 2022 |
| 4.                   | 16.02.2023           | Bletchley             | Korea Południowa     | 4:0 (1:0)            | 46'                  |                      | Arnold Clark Cup 2023   |
| 5.                   | 22.03.2023           | Bristol               | Belgia               | 6:1 (2:0)            | 12'                  |                      | Arnold Clark Cup 2023   |
| 6.                   | 22.03.2023           | Bristol               | Belgia               | 6:1 (2:0)            | 50'                  |                      | Arnold Clark Cup 2023   |
| 7.                   | 01.08.2023           | Adelaide              | Chiny                | 6:1 (3:0)            | 77'                  |                      | Mistrzostwa Świata 2023 |
| 8.                   | 30.05.2025           | Londyn                | Portugalia           | 6:0 (4:0)            | 62'                  |                      | Liga Narodów UEFA       |
| 9.                   | 22.07.2025           | Genewa                | Włochy               | 2:1 (0:1)            | 119'                 |                      | Mistrzostwa Europy 2025 |

## Sukcesy
Na podstawie:

### Klubowe
- Liga Mistrzyń UEFA 2024/25
- Puchar Anglii 2015/16, 2019/20

### Reprezentacyjne
- Mistrzyni Europy 2022 i 2025
- Wicemistrzyni Świata 2023
- Finalissima 2023
- Arnold Clark Cup 2023